# كونستابلارفاخه

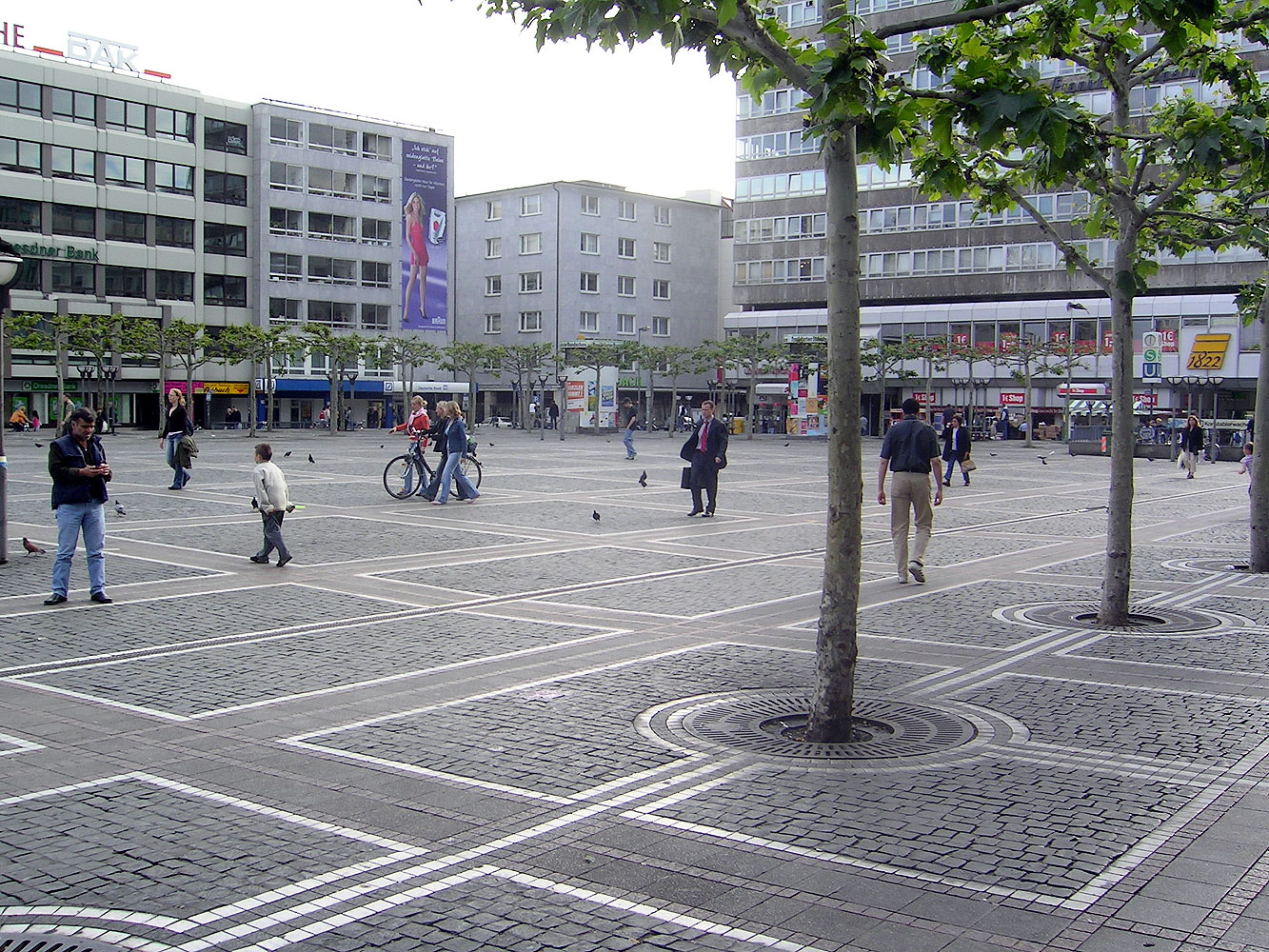
ساحة كونستابلارفاخه

كونستابلارفاخه (بالألمانية: Konstablerwache) كما يُطلق عليها أهل فرانكفورت اسم «كونستي» هي ساحة مركزية تقع في وسط مدينة فرانكفورت الألمانية وهي تمثل جزء من المنطقة المخصصة للمشاة في المدينة، وهي تقع شرقي ساحة هاوبتفاخه؛ حيث يربط بين كِلتا الساحتين شارع التسوق الرئيسي في وسط المدينة ألا وهو شارع زايل. تعد ساحة كونستابلارفاخه عقدة المواصلات الرئيسية في المدينة، سواء فوق أو تحت الأرض عبر خطوط الميترو. وأيضاً ملتقى عبور الحافلات الليلية.

## التاريخ

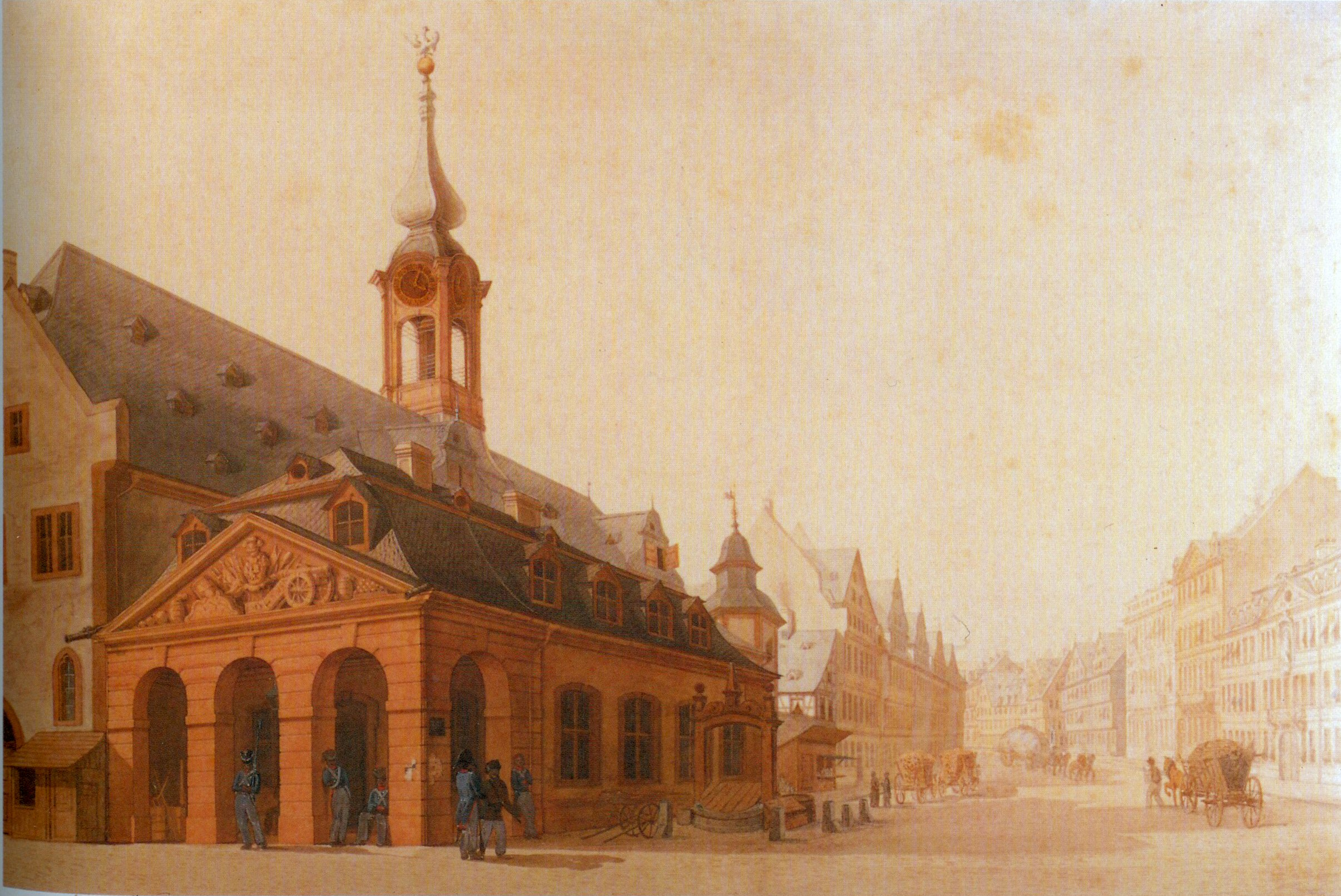
كونستابلارفاخه حوالي عام 1830

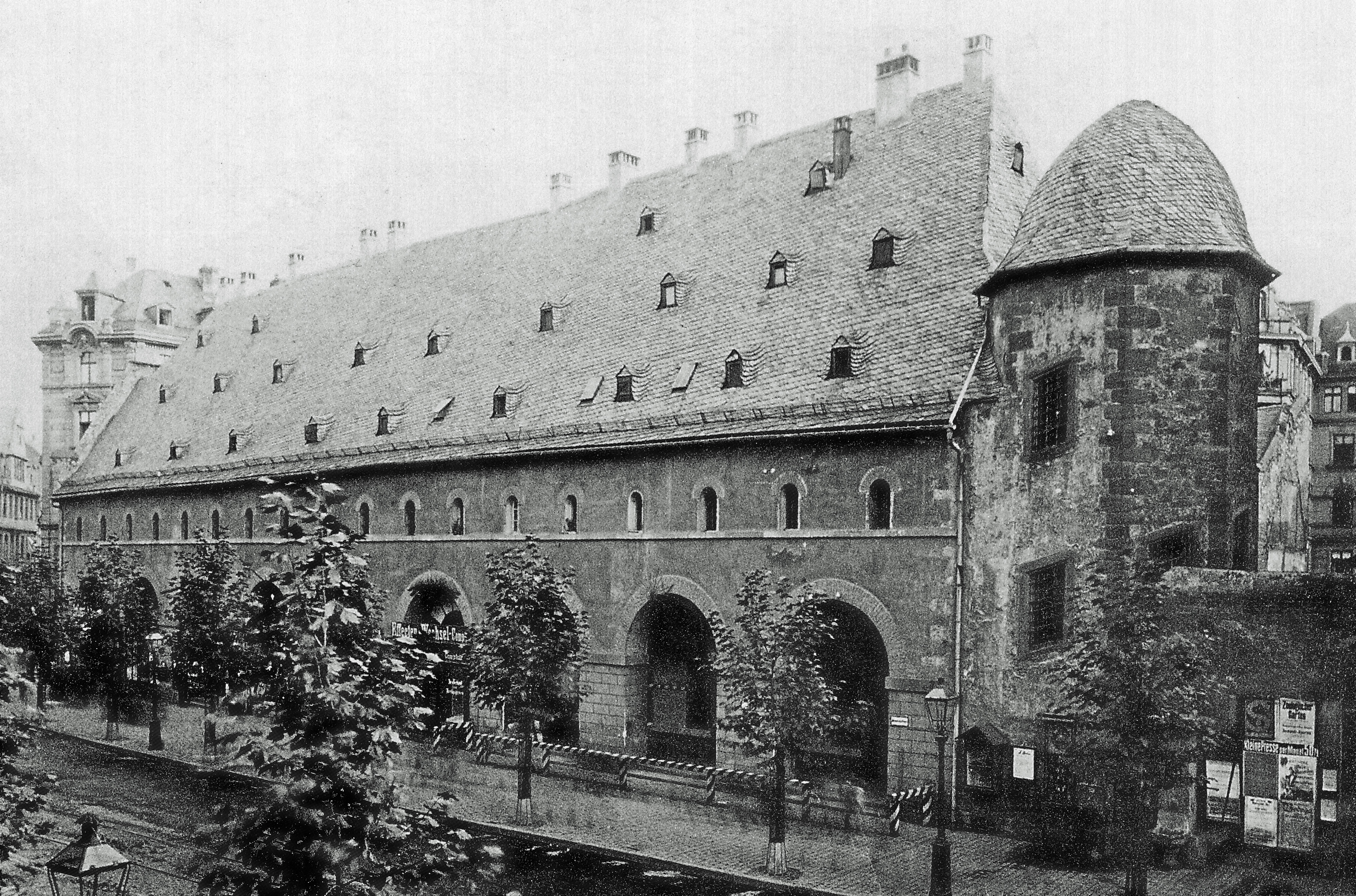
كونستابلارفاخه حوالي عام 1886

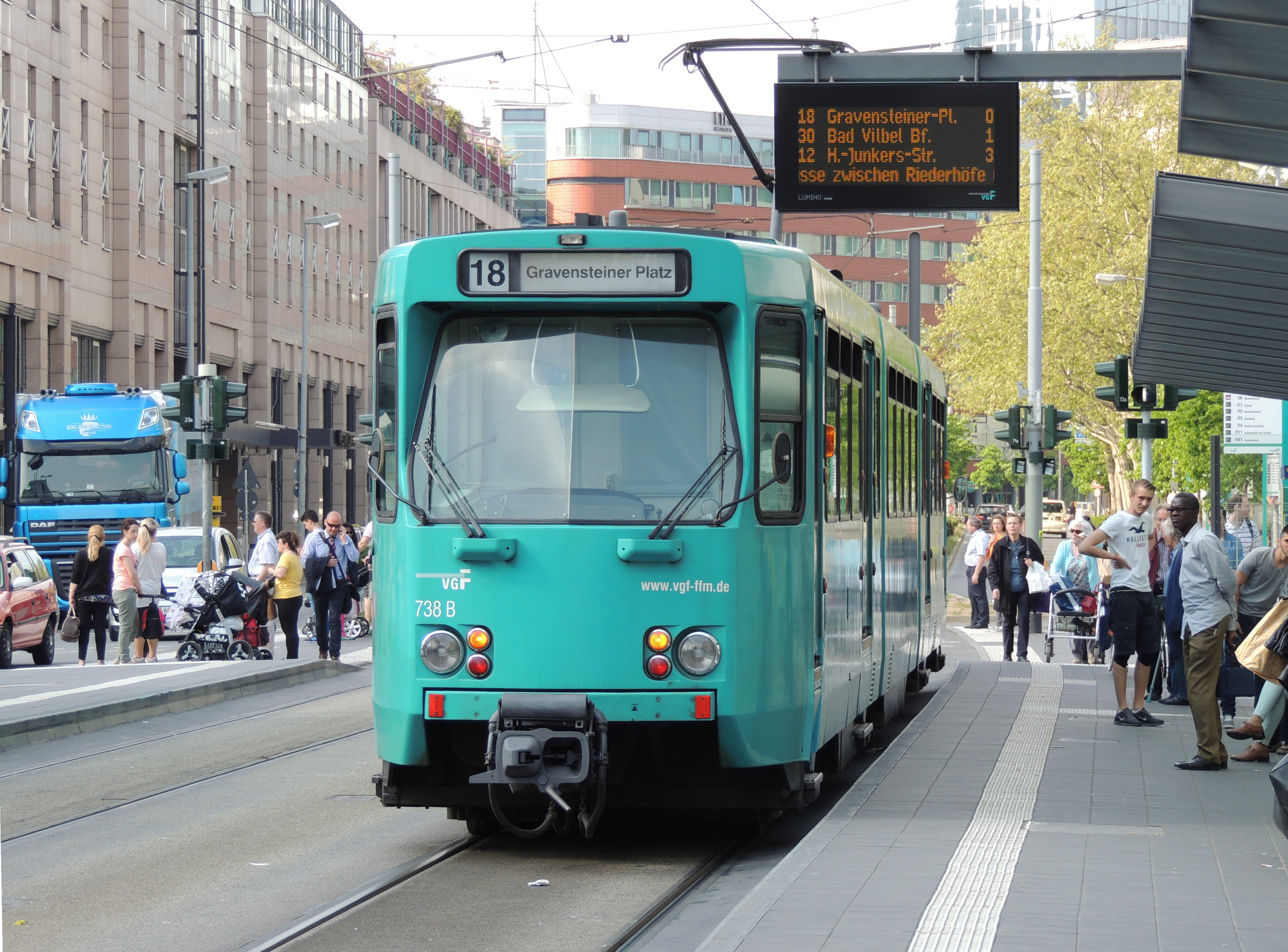
الترام عند موقف كونستابلارفاخه

أُقيم دار سلاح (ترسانة) عند زاوية ساحة كونستابلارفاخه الحالية بالقرب من شارع فارغاسه (Fahrgasse) عام 1544 للدفاع عن فرانكفورت. وتم تحويل المبنى الذي كان حينها داراً عسكرياً للحراسة ليصبح مركزاً للشرطة عام 1822. ويعود اسمها للفترة التي استخدم فيها كدار للسلاح وكانت الساحة آنذاك عبارة عن تقاطع ضيق. ومثلت الساحة مركزا لمحاولة ثورة الطلاب عام 1833 (بالألمانية: Frankfurter Wachensturm).
أصبحت ساحة كونستابلارفاخه مع بداية القرن العشرين عقدة مواصلات حيوية للعربات والترام مع ظهور وتطور وسائل النقل الحديثة.
لحق الدمار بجزء كبير من مباني شارع زايل خلال الحرب العالمية الثانية نتيجة القصف الجوي الذي استهدف المدينة. ولم يتم إعادة بناء جميع المباني المتضررة أو المهدمة بعد الحرب لإفساح المجال لتوسيع مساحة الساحة. وافتتح في الوقت ذاته شارع كيرت شوماخه (Kurt-Schumacher-Strasse) الذي استبدل موضع شارع فارغاسه (Fahrgasse) كالشارع الرئيسي المتجه من الشمال للجنوب في القسم الشرقي من المدينة وهو ما شكّل الحد الشرقي الحالي لكونستابلارفاخه. وارتفع مستوى الساحة بمقدار حوالي ثمانين سانتيمتر لإفساح المجال لشبكة النقل تحت الأرض عندما جرى تحويل الساحة إلى منطقة مخصصة للمشاة ومنع دخول عربات النقل بأنواعها.

## النقل العام
فقد تقاطع الترام السابق أهميته بعدما أغلقت خطوط الترام الرئيسية في المدينة الداخلية خلال سبعينيات القرن العشرين. خدمت الترامات شارع زايل فيبادئ الأمر حتى بعد تحويلها إلى منطقة مخصصة للمشاة. وأُغلِقَ مسار الترام خلال بناء نفق من منظومة نقل «راين-ماين إس-بان» (Rhine-Main S-Bahn) بين هاوبتفاخه وكونستابلارفاخه. وقد أُغلِقَ هذا الخط في ستينيات القرن العشرين، ولكن تم أعيد تنشيطه حتى عام 1986.